# فورد ایکس‌اف فالکون
فورد ایکس‌اف فالکون (Ford XF Falcon) خودرویی است که در سال‌های ۱۹۸۴ تا ۱۹۸۸ (sedan، wagon)/>۱۹۸۴–۱۹۹۳ (utility، panel van)تولید شده‌است. طول آن در حالت طبیعی ۴٬۷۷۵ میلیمتر (۱۸۸٫۰ اینچ)، عرض آن در حالت طبیعی ۱٬۸۶۰ میلیمتر (۷۳٫۲ اینچ) و ارتفاع آن در حالت طبیعی ۱٬۳۶۷ میلیمتر (۵۳٫۸ اینچ) و وزن آن در حالت طبیعی ۱٬۳۳۳ کیلوگرم (۲٬۹۳۹ پوند) است. سیستم جعبه‌دندهٔ آن ۵ دنده به دو صورت خودکار و دستی است.

## نگارخانه

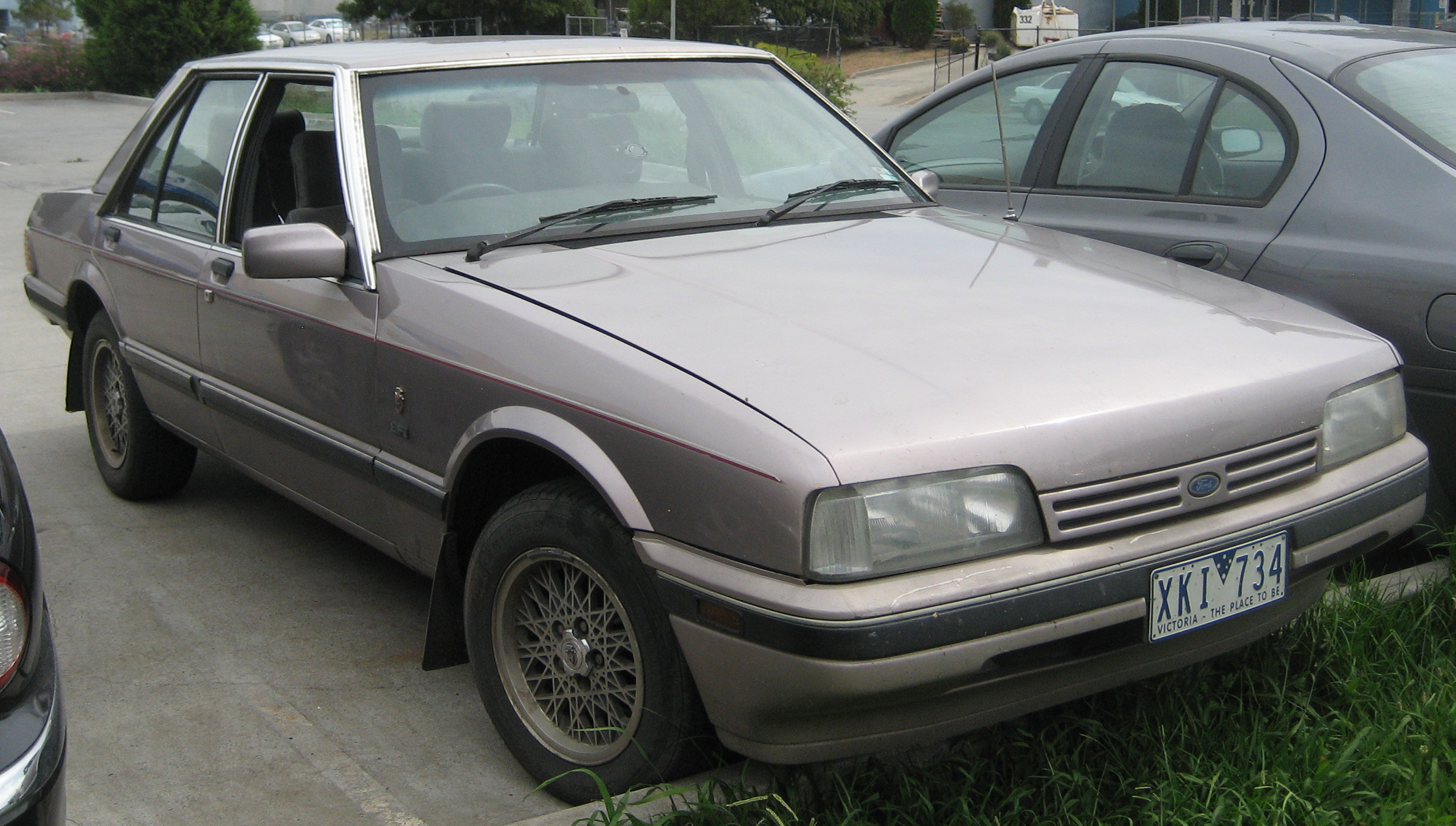
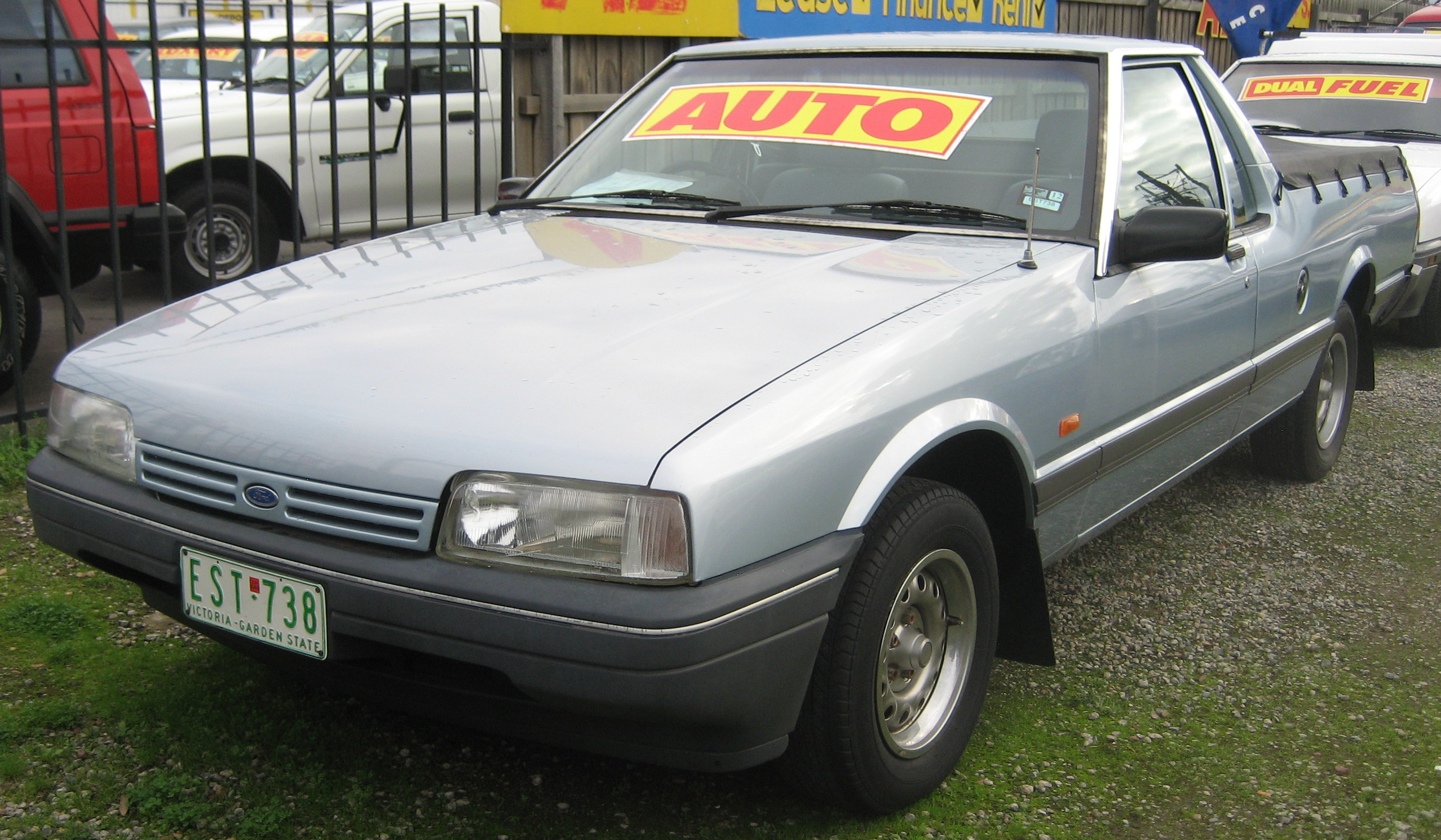